# Claus Vollmers
Claus Vollmers (* 18. September 1878 in Twielenfleth; † 15. Januar 1936 in Stade) war ein deutscher Landwirt und Politiker (DNVP, CNBL).

## Leben
Vollmers wurde als Sohn eines Schiffers geboren. Nach dem Besuch der Volksschule arbeitete er zunächst als Steuermann. Im Anschluss an den Ersten Weltkrieg wirkte er als praktischer Landwirt und Hofbesitzer in Altendorf bei Osten. Neben seiner beruflichen Tätigkeit war er Erster Vorsitzender des Landbundes und Erster Vorsitzender des Vorstandes der Landwirtschaftlichen Genossenschaft für den Landkreis Neuhaus/Oste.
Während der Zeit der Weimarer Republik trat Vollmers in die Deutschnationale Volkspartei (DNVP) ein. Von November 1925 bis 1929 war er Abgeordneter des Hannoverschen Provinziallandtages, ab 1926 als Mitglied der Fraktion Arbeitsgemeinschaft. 1928 verließ er die DNVP und wurde Mitglied der Christlich-Nationalen Bauern- und Landvolkpartei (CNBL). Im Mai 1928 wurde er als Abgeordneter in den Preußischen Landtag gewählt, dem er bis 1932 als Mitglied der Deutschen Fraktion angehörte. Im Parlament vertrat er den Wahlkreis 15 (Ost-Hannover).